# قصعين أرجواني
قصعين أرجواني (الاسم العلمي:Salvia purpurea) هو نوع من النباتات يتبع جنس القصعين من الفصيلة الشفوية.